# Atlantique, latitude 41°
Pour les articles homonymes, voir A Night to Remember.
Pour plus de détails, voir Fiche technique et Distribution.
Atlantique, latitude 41° (A Night to Remember) est un film britannique réalisé par Roy Ward Baker et sorti en 1958. Cette adaptation du livre La Nuit du Titanic, écrit en 1955 par l'historien américain Walter Lord, relate le naufrage en 1912 du Titanic. C'est un film de référence sur ce naufrage, étant basé sur les témoignages d'une cinquantaine de survivants.

## Synopsis
Le 10 avril 1912, le nouveau transatlantique britannique Titanic, luxueux paquebot de 269 mètres de long, quitte Southampton pour une traversée inaugurale à destination de New York, emportant à son bord deux mille deux cent huit passagers. Le 14 avril, vers 23 h 40, le vapeur file sur l'Atlantique alors que la fête bat son plein à tous les niveaux des classes sociales, quand la vigie signale un iceberg droit devant.
Malgré le changement de cap immédiat, l'énorme masse de glace éventre la coque sur une longueur de 100 mètres. Après avoir rapidement évalué les dégâts, les ingénieurs rendent leur verdict sans appel : le Titanic est condamné à couler dans les délais les plus courts.
L'équipage fait alors mettre à l'eau les canots de sauvetage, tout en étant conscient que tout le monde ne pourra y prendre place. Au loin, l'équipage du Californian assiste au naufrage sans saisir la gravité de la situation.

## Fiche technique
- Titre original : A Night to Remember
- Réalisation : Roy Ward Baker
- Scénario : Eric Ambler et Walter Lord
- Musique : William Alwyn
- Producteur : William MacQuitty
- Pays d'origine : Royaume-Uni
- Langue : anglais, allemand, italien, russe, polonais
- Format : noir et blanc - 1,66:1, mono
- Genre : action, drame
- Durée : 123 minutes
- Dates de sortie :
  -  Royaume-Uni : 1er juillet 1958 (Londres)
  -  États-Unis : 16 décembre 1958
  -  France : 25 février 1959

## Distribution

### Personnages réels
- Frank Lawton : Joseph Bruce Ismay (directeur de la White Star Line)
- Michael Goodliffe : Thomas Andrews (architecte du Titanic)
- Laurence Naismith : Edward Smith (capitaine du Titanic)
- Howard Lang : Henry Wilde (commandant en second du Titanic) (non crédité)
- Richard Leech : William McMaster Murdoch (du Titanic)
- Kenneth More : Charles Lightoller (2e officier du Titanic)
- Jack Watling : Joseph Boxhall (4e officier du Titanic)
- Howard Pays : Harold Lowe (5e officier du Titanic)
- Michael Bryant : James Paul Moody (6e officier du Titanic)
- Kenneth Griffith : Jack Phillips (1er opérateur radio du Titanic)
- David McCallum : Harold Bride (2e opérateur radio du Titanic)
- Cyril Chamberlain : George Rowe (quartier-maître du Titanic)
- Bernard Fox : Frederick Fleet (vigie du Titanic) (non crédité)
- Roger Avon (en) : Reginald Robinson Lee (vigie du Titanic) (non crédité)
- Joseph Tomelty : Dr William O'Loughlin (médecin du Titanic)
- George Rose : Charles Joughin (chef boulanger du Titanic)
- Andrew Keir : John Hesketh (2d ingénieur du Titanic)
- Emerton Court : Joseph Bell (chef ingénieur du Titanic) (non crédité)
- Robert James : L'électricien (non crédité)
- Arthur Hosking : Hugh McElroy (Commissaire de bord du Titanic) (non crédité)
- Alan Rolfe : John Hutchinson (Charpentier du Titanic) (non crédité)
- Norman Rossington : James Kieran (chef steward du Titanic) (non crédité)
- Charles Belchier : Wallace Hartley (chef d'orchestre du Titanic) (non crédité)
- Russell Napier : Stanley Lord (capitaine du Californian)
- Geoffrey Bayldon : Cyril Evans (opérateur radio du Californian)
- Barry MacGregor : James Gibson (apprenti officier du Californian)
- Harold Siddons : Herbert Stone (2d officier du Californian)
- Tim Turner (en) : Lemon Grove (3e officier du Californian)
- Anthony Bushell : Arthur Henry Rostron (capitaine du Carpathia)
- Alec McCowen : Harold Cottam (opérateur radio du Carpathia)
- Philip Ray : Révérend Anderson (prêtre du Carpathia)
- Gerald Harper : Eric Rees (3e officier du Carpathia)
- George A. Cooper (en) : officier du Carpathia
- Robert Raglan : chef mécanicien du Carpahtia
- Richard Hayward (en) : officier de l'avitaillement
- Jane Downs (en) : Mrs Sylvia Lightoller
- Robert Ayres : Major Arthur Godfrey Peuchen
- Tucker McGuire : Mrs. Margaret Brown
- James Dyrenforth : Colonel Archibald Gracie
- Meier Tzelniker (en) : Isidor Straus
- Helen Misener : Ida Straus
- Patrick Waddington (en) : Sir Richard
- Harriette Johns : Lady Richard
- Harold Goldblatt : Benjamin Guggenheim
- Paul Hardwick :  M.. Victor Giglio (valet de Guggenheim) (non crédité)
- Henry Campbell : William Thomas Stead (non crédité)

### Personnages de fiction tirés du roman original
- Julian Somers : Mr Bull (l'homme du train)
- Rosamund Greenwood : Mrs. Bull (non crédité)
- Ronald Allen : Mr Clarke
- Jill Dixon : Mrs. Clarke
- Patrick McAlinney : Mr James Farrell
- Bee Duffell : Mrs. Farrell
- Honor Blackman : Mrs. Liz Lucas
- John Merivale (VF: Michel Piccoli): Robbie Lucas
- Stephen Lowe : Tom Lucas (non crédité)
- John Cairney : Mr Murphy
- Redmond Phillips : Hoyle
- Richard Clarke : Martin Gallagher
- Thomas Heathcote : steward
- Eddie Malin : steward du salon / salle à manger
- Sean Connery : un passager de l'entrepont du Titanic (non crédité)
- Desmond Llewelyn : un matelot de l'entrepont (non crédité)
- Derren Nesbitt : chef de rame du canot de sauvetage retourné (non crédité)

## Commentaires
Atlantique, latitude 41° a été réalisé avec les témoignages de survivants, notamment le quatrième officier du Titanic, Joseph Boxhall. De fait, il tend à être l'un des plus proches de la réalité. Cependant, quelques erreurs subsistent. Ainsi, le Titanic ne fut pas baptisé lors de son lancement. Le lancement est d'ailleurs celui du Queen Elizabeth. Le manque de connaissance de l'époque sur certains aspects du naufrage (l'épave n'ayant pas encore été retrouvée) a mené à quelques erreurs, la plus évidente étant le fait que dans le film, le Titanic coule par l'avant d'un bloc, sans se briser en deux. Contrairement à d'autres films comme Titanic de James Cameron et a fortiori Titanic réalisé par les Nazis, il n'est pas dit que le navire allait trop vite sous l'impulsion de Joseph Bruce Ismay. En revanche, le film insiste, notamment à la fin, sur la confiance aveugle que tous ont voué au Titanic. Cette idée atteint son paroxysme lors du monologue de l'officier Lightoller à bord d'un canot de sauvetage à la fin du film.
Le film montre également à plusieurs reprises le cargo Californian, situé près du lieu du naufrage, et insiste sur son impuissance, qui peut aussi passer pour de l'inaction. En effet, ce n'est qu'en 1992 qu'il fut prouvé que son commandant, Stanley Lord, ne pouvait absolument pas aider le Titanic. 
On peut enfin constater des similitudes entre Atlantique, latitude 41° et le film de James Cameron. C'est le cas de certaines scènes impliquant l'orchestre, ainsi que la rencontre de Thomas Andrews avec un jeune couple dans le fumoir. Mais également de nombreux plans, dialogues, éléments dramaturgiques, sont reproduits dans le film de Cameron.